# توتاتیس ۴۱۷۹
سیارک توتاتیس ۴۱۷۹ (به انگلیسی: 4179 Toutatis،  با نامگذاری:1989AC) چهار هزار و صد و هفتاد و نهمین سیارک کشف شده‌است که در ۴ ژانویهٔ ۱۹۸۹ کشف شد. این سیارک نزدیک‌ترین سیارک به زمین است.
قدر مطلق سیارک برابر ۱۵٫۳۰ است.
توتاتیس دارای شکلی کشیده، سنگی با چرخشی آهسته است و به عنوان یک جرم نزدیک به زمین و سیارکی بالقوهٔ خطرناک از گروه آپولو و آلیندا با قطر تقریبی ۲٫۵ کیلومتر طبقه‌بندی می‌شود. این سیارک که توسط اخترشناس فرانسوی کریستین پولاس در کاسولز در سال ۱۹۸۹ کشف شد، به نام توتاتیس از اساطیر سلتیک نامگذاری شده‌است.

توتاتیس همچنین سیارکی است که متقاطع مدار مریخ با مداری پر هرج‌ومرج است که با رزونانس مداری ۳:۱ با سیارهٔ مشتری، رزونانس ۱:۴ با سیارهٔ زمین، و نزدیک‌شدن مکرر به سیاره‌های زمین‌سان از جمله زمین ایجاد می‌شود.